# 동탄 메타폴리스 홈플러스 화재
동탄 메타폴리스 3층 화재는 2017년 2월 4일 오전 11시경 경기도 화성시 동탄 메타폴리스 주상복합 상가동인 엔터식스쇼핑몰 B동에서 난 화재 사건이다.

## 경과
2017년 2월 4일 오전 11시께 경기도 화성시 동탄동 동탄 메타폴리스 3층의 뽀로로파크 공사 중 화재가 났다. 메타폴리스 본동에 거주하던 100명이 대피했고, 이 중 40여명은 연기를 흡입해 병원으로 옮겨져 치료를 받았다. 펌프차 30여대, 소방대원 100여명이 화재진압을 위해 투입되었고, 건물 수색 중 의식을 잃고 쓰러진 남성 3명과 여성 1명을 발견한 후 심폐소생술(CPR)을 받으며 병원으로 이송되었지만, 모두 사망하였다.
불은 1시간여 지난 12시 10분경에 진화되었다.